# Улус Орда-Эджена
Улус Орда-Эджена, также  Си́няя Орда́, Кок Орда́, Восточная Орда , восточный Дешт-и-Кыпчак — восточная часть или левое крыло Золотой Орды (улуса Джучи), располагавшаяся на территории Западной Сибири и современного Казахстана.
По мнению Грекова Б. Д., Якубовского А. Ю. и Федорова-Давыдова Г. А. находилась в номинальной зависимости от Золотой Орды
В подавляющем числе научных трудов носит название — Синяя Орда (Кок Орда), в некоторых источниках носит название Белая Орда (Ак Орда). В 1309 году улус Орда-Эджена известен как Ак Орда при хане Сасы-Буке. С 1361 года стал независимым от Золотой Орды при Урус-хане.

## Крыльевая структура Улуса Джучи
Согласно традиционному устройству кочевых государств их территория и население делились на две провинции-крыла. Обычно одно из них располагалось на западе, оно называлось «правое» или «барунгар», а другое, на востоке — «левое» или «джунгар». Улус Джучи был поделен по этому принципу между старшими сыновьями Джучи — Орду-Иченом и Бату. Границей между крыльями служила, по мнению одних историков-медиевистов, река Волга, по мнению других, — река Яик (Урал).
В первоисточниках, при описании удельной системы Золотой Орды встречаются цветовые обозначения: Ак-Орда (Белая Орда) и Кок-Орда (Синяя Орда). Белый и синий цвета — традиционные тюркские и монгольские символы соответственно правой (западной) и левой (восточной) сторон. Цветовые обозначения орд есть как в русских летописях, так и в сочинениях восточных авторов.
Вопрос о цветообозначениях в удельной системе Золотой Орды долгое время оставался неясным, но по мнению большинства российских историков-медиевистов был окончательно разрешен Г. А. Федоровым-Давыдовым. Он выдвинул гипотезу, что кроме первичного, имелось вторичное разделение крыльев, в результате которого внутри каждого из них появились собственные половины, обозначавшиеся цветами. Такое иерархическое деление существенно запутывало проблему и приводило к неверной локализации цветовых орд. Уже к 80-м годам XX века большинство российских историков-медиевистов пришли к консенсусу, что термин "Кок-Орда" соответствует восточному крылу Улуса Джучи, а "Ак-Орда" — западному крылу.
Восточное крыло у кочевников традиционно считалось выше западного по рангу. Отголоском данной традиции было старшинство Орду и его потомков перед Бату и прочими западными Джучидами. Но данное старшинство проявлялось только в очередности имён при перечислении родственных линий, да в обращениях каракорумского правительства к золотоордынским властителям. На самом же деле Ак-Орда и Кок-Орда на протяжении первого столетия своего существования вели практически автономное существование, числясь в составе единого Джучиева Улуса номинально, без явных признаков взаимодействия. Объединение обоих крыльев произошло в 1380-х годах при хане Токтамыше, но оказалось кратковременным и неэффективным, поскольку произошло в обстановке начинавшегося государственного кризиса.

## Территория улуса
Территория улуса занимала на западе горы Мугоджары, на севере сибирские леса, на востоке границей была река Иртыш, а на юге река Сырдарья и озеро Балхаш. После объединения улуса Шибана границей на западе стала река Урал. В Западной Сибири, которая относилась к Улусу Шибана, было создано кереитское государство — Тайбугинский юрт. Столица улуса — Сыгнак.
Улус делился на ауданы (рус. районы):
- Сыгнакский находился на юге улуса. Центр — Сыгнак.
- Улытауский находился в центре улуса. Центр — Орда-Базар.
- Восточный (Иртышский) находился на востоке улуса - Имакия.
- Сарайшыкский находился на западе улуса. Центр — Сарайчик.

Сарайшыкский аудан был включён после объединения с улусом Шибана.

## История улуса
В результате завоеваний Чингисхана в XIII веке сложилась Монгольская империя, просуществовавшая недолго и распавшаяся на ряд крупных государств- улусов, среди которых был Улус Джучи[страница не указана 107 дней]. По степной традиции, улус Джучи делился на западное и восточное крылья. Ядром восточного крыла стал Улус Орда Эджена.
Стабильность власти в империи в период правления Мунке-хана (1251—1259 гг.), включая Улус Джучи, где в параллельно правили западным и восточными частями государства сыновья Джучи — Орда Эджен и Бату, обеспечило стабильность передачи власти на некоторое время. В этот период, избрание ханов в Улусе Орды Эджена происходило без кровопролития[страница не указана 107 дней].
Наследник Орды Эджена — его четвёртый сын Кунг-Киран, был назначен на престол своим отцом. Правление Кунг-Кирана не было отмечено важными политическими событиями и часто расценивается как «тишайшее»[страница не указана 107 дней].
После смерти Кунг-Кирана на престол взошел Коничи, который был сыном Сартактая — брата Кунг-Кирана, родившийся от старшей жены (хатун) Худжийан, происходившей из рода кунгират. Худжийан была сестрой Кутуй-хатун, одной из самых влиятельных жен Хулагу-хана (основателя государства Хулагуидов) и матери третьего ильхана хулагуидов Текудера (1282—1284 гг.).[страница не указана 107 дней]
Правление Коничи (1280—1301) так же было долгим и спокойным. Замечания по поводу правления Коничи оставил Марко Поло: «У царя (Коничи) много народу, но он ни с кем не воюет и мирно правит своим народом». В смысловом переводе монгольского языка, имя Коничи означает «овечий пастух», так же это имя имеет тюркскую аналогию койчи  — пастух[страница не указана 107 дней].
После смерти Коничи, начинается период, когда на базе юрта в составе улуса Джучи формируется независимый улус государство, уже номинально подчиняющийся власти Дома Джучи — Западному Крылу[страница не указана 107 дней].
Процесс престолонаследия вылился в кровопролитную войну. Престол должен был занять Баян, старший сын Коничи, но на два года (1301—1302) ханский трон захватывает представитель другой линии потомков Орды Эджена Кублук, сын Тимур-Буки (правнук Орды Эджена). Этим была нарушена система престолонаследия в Улусе Орда Эджена (от отца к сыну)[страница не указана 107 дней].
В стремлении сместить с трона Кублука, Баян (старший сын Коничи), обратился за помощью к хану Золотой Орды — Тохте. Хан Тохта не стал оказывать военную поддержку Баяну, ограничившись ярлыком признававшим его законным правителем Улуса Орда Ежена.
В результате решающей битвы между соперничающими за трон силами, вверх одержала армия Баяна, Кублук же был убит в бою.
Баян занял трон, но это не положило конец распрям в государстве. Родственники Кублука — Чапар, Дува и другие, по-прежнему желали видеть на троне ставленника из их рода и со смертью Кублука они выдвинули его сына Куштая (Кушай), с требованием: «Прежде ведал улусом мой отец, и он [улус] по наследству переходит ко мне»[страница не указана 107 дней].
Гражданская война продолжилась с новой силой и ослабила положение Баяна, а также сильно ударила по боеспособности войска, которое обнищало.
К правлению Баяна относится усиление и оформление подчиненности Улуса Орда Эджена (до этого бывшего номинально частью большой империи Чингисхана), государству дома Батыя — Золотой Орде[страница не указана 107 дней].
Через пять лет царствования, против Баяна восстал его младший брат Мангытай (Макудай), захвативший восточную часть государства. Баян был вынужден отступить на Запад. Мангытай был объявлен ханом Улуса Орда Ежена и правил два года до 1310 года[страница не указана 107 дней].
В сражении против Куштая произошедшем в 1309 или 1310 году на реке Яик, Баян потерпел поражение и бежал в Золотую Орду к хану Тохте. Трон занял сын Кублука — Куштай.
Информация о ханах Улуса Орда Ежена второго десятилетия XIV в. противоречива. Баян возможно продолжил войну за трон[страница не указана 107 дней].
Следующим ханом Улуса Орда Ичена в 1318 г. стал Сасы-Бука — сын Баяна. Его правление не сопровождалось громкими событиями и продолжалось три года до 1321 г.
Преемником Сасы-Буки стал его сын Ерзен, в чье правление так же было очевидно спокойным и продолжалось 16 лет — до 1337 года[страница не указана 107 дней].
После смерти Ерзена в 1337 году, на престол взошел Мубарак-ходжа. Его правление ознаменовалось провозглашением независимости от Золотой Орды (зависимость продолжалась почти 40 лет, с начала правления хана Баяна) и чеканом монет с эпитетами: «султан правосудный Мубарак-ходжа, да продлит Бог царствие его».
Хан Золотой Орды Узбек отреагировал на попытку полного сепаратизма (улус Орда Ежена был номинально зависим от Золотой Орды и имел своих ханов, войска и налоги) не сразу. По прошествии нескольких лет, хан Узбек послал армию во славе со своим старшим сыном — Тинибеком. В результате данного карательного похода, войско Улуса Орда Эджена было разбито, а сам Ерзен бежал сначала к киргизам, а потом на Алтай, где и умер[страница не указана 107 дней].
Во время похода Тинибека на Улус Орда Эджена, хан Золотой Орды Узбек умирает, на трон в Золотой Орде курултай сажает «временно» Джанибека, который должен править «до возвращения Тинибека». Но через год, во время встречи из похода на Улус Орда Ичена, эмиры поддерживающие Джанибека, убивают его. Правление Джанибека в Золотой Орде продолжается[страница не указана 107 дней].
После смерти Тинибека, хан Золотой Орды- Джанибек, издает бейлик о том, что Чимтай, брат Мубарака, становится правителем Улуса Орда Эджена.
Правление Чимтая (1345—1360) было спокойным, хотя после разгрома Золотой Ордой пришлось восстанавливать государство. На этом пути Чимтай достиг успеха, Улус Орда Ежена к концу его правления снова обретает независимость. В это же время после смерти Джанибека в Золотой Орде начинается замятня и золотоордынские ханы не обращают внимания на отпадение Улуса Орда Ежена. Однако и сам Чимтай, несмотря на укрепление своего государства, не вмешивается в замятню Золотой Орды[страница не указана 107 дней].
После смерти Чимтая в 1360 году, на трон садится его сын - Урус, чье правление сильно отличалось от отцовского. Урус хотел не только править в улусе Орда Эджена, но и захватить Золотую Орду. При Урус-хане Улус Орда Эджена достигает пика своего военного могущества.
В это время Золотая Орда, погрязшая в междоусобице, начинает клониться к упадку. Городская знать в Золотой Орде в попытках посадить на трон, через курултаи, своего Чингизида, вызывает ослабление центральной власти в Золотой Орде, чем непременно пользуются вассальные государства, среди которых и Улус Орда Эджена. К тому же многие улусы самой Золотой Орды, возглавляемые чиновниками-улусбеками, начинают участвовать в замятне[страница не указана 107 дней].
Под влиянием междоусобицы в Золотой Орде, знать улуса Орда Ежена так же начинает смуту. В стране появляются улусы, возглавляемые другими ветвями Джучидов — Тукатимуридами и Шибанидами, которые отказываются признавать власть Хана улуса Орда Эджена[страница не указана 107 дней]
В ходе междоусобицы, Урус хан только к 1367—68 годах одолевает мятеж, убивает их правителей и уничтожает улусы. С этого времени Урус хан полностью берет под контроль среднюю Сырдарью и низовья Яика (Урала).
Тохтамыш, тогда ещё малоизвестный, не смирился с уничтожением Урус-ханом практически всех Тукатимуридов (прибывших до этого в Улус Орда Эджена из Золотой Орды, где шла гражданская война и объявивших в ней свой независимый улус)[страница не указана 107 дней].
Для противостояния Урус-хану он отправился за поддержкой к Эмиру Тимуру, получив войска, начинает войну с Улусом Орда Ежена.
В ходе боев, государство Урус-хана ослабло, восточные территории страны были захвачены Могулистаном[страница не указана 107 дней].
Урус-хан так же участвовал в междоусобице Золотой Орды, где пытался два раза закрепиться на престоле (оба менее одного года) с помощью части знати, но безуспешно. Параллельно от превратил Улус Орда Эджена в полностью отдельное государство, чеканил монеты от своего имени, не признавая власть Золотой Орды[страница не указана 107 дней].
В 1377 году против Улуса Орда Эджена выступил сам Тамерлан, но боя не состоялось по причине внезапной смерти Урус Хана (по данным Чингиз-наме, он был убит сыном Тохтамыша Джелал ад-Дином во время мелкой стычки)[страница не указана 107 дней].
Дети Урус хана правили недолго, после него правил его второй сын Токтакия, который скончался двумя месяцами позже отца, его преемником в свою очередь стал следующий сын Урус Хана Тимур-Малик. Тимур-Малик был известен своим распутным образом жизни, он отнимал для себя лучших женщин у мужей или дочерей у отцов, не глядя на обычаи, приличия и значимость. Самый старший сын Кутлуг-Буга, был убит стрелой в бою с Тохтамышем ещё при жизни Урус хана. При жизни успел быть посаженным отцом на Золотоордынский престол, на престол Улуса Орда Эджена и разбить одну из армий Тохтамыша[страница не указана 107 дней].
Тохтамыш в начале 1380-х гг. смог захватить власть не только в Золотой Орде, но и в Улусе Орда Эджена, сократившегося до размеров Сырдарьинского улуса. В ходе завоевания, Тохтамышем были уничтожены дети Урус Хана, сам Улус Орда Ичена (к тому времени от него остался только Сырдарьинский улус), был так же уничтожен[страница не указана 107 дней].
Дальнейшая история территории связана уже с конфликтом Тохтамыша и Тамерлана  приходом к власти Едигея , короткого периода восстановления при правнуке Уруса — Борак-хане, затем распадом Золотой Орды и образованием на месте Улуса Орда Эджена Ногайской Орды и Узбекского ханства[страница не указана 107 дней].

## Ханы улуса Орда-Эджена
1. Орда-Эджен  — первенец Джучи[10].
2. Кункиран — сын Орда-Эджена[10].
3. Сартактай; согласно реконструкции А.Ш Кадырбаева [10], по реконструкции К. Ускенбая не правил[11]
4. Куинджи — сын Сартактая, сына Орда-Эджена[10].
5. Баян — сын Куинджи[10].
6. Сасы-Бука[10]
7. Эрзен  — сын и наследник Сасы-Буки[10].
8. Мубарак Ходжа-хан  (ок. 1337/8 — ок. 1340/1)— сын   Ерзена.
9. Чимтай (1341/1345 — 1360/1361) — сын Ерзена.
10. Урус-хан (1368 — 1377) — возможный сын Чимтая.

## Комментарии
1. ↑  На конец первой четверти XXI века большинство историков медиевистов считает, что в работах Г. А. Федорова-Давыдова и В. В. Трепавлова были преодолены ошибки средневековых источников по вопросу локализации Ак-Орды и Кок-Орды; обоснованно предложена локализация Ак и Кок Орды, и доказано наличие вторичного деление улусов на крылья (Тишин, 2019, с. 298), (Лапшина, 2022, с. 132), (Трепавлов, 2009, с. 189).